# 几何原本

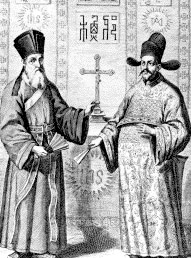
《中國圖說》中的插图：利玛窦和徐光启

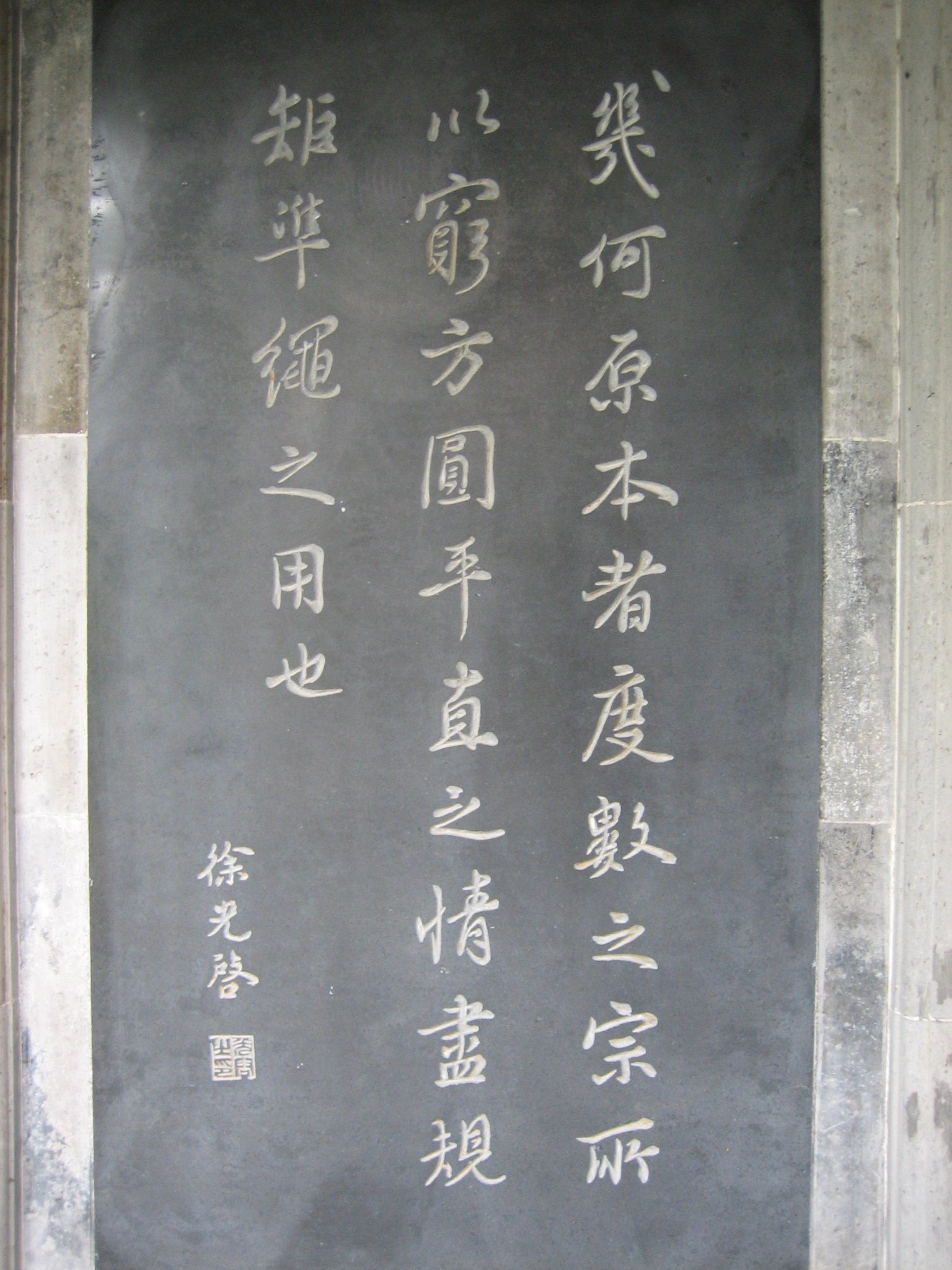
摘抄自徐光啟手書《刻〈幾何原本〉序》

《幾何原本》是古希臘數學家歐几里得所著的一部數學著作，共13卷。這本著作是現代數學的基礎，據估計在西方是僅次於《聖經》的出版版本最多的書籍。在四庫全書中歸於子部天文演算法算書類。

## 章節大綱
歐几里得所著的《幾何原本》共分13卷。
第一卷至第六卷的内容主要為平面幾何。
- 第一卷：幾何基礎。本卷確立了基本定義、公設和公理，還包括一些關於全等形、平行線和直線形的熟知的定理。

- 第二卷：幾何與代數。該卷主要討論的是畢達哥拉斯學派的幾何代數學，主要包括大量代數定理的幾何證明。

- 第三卷：圓與角。本卷闡述了圓、弦、割線、切線、圓心角、圓周角的一些定理。

- 第四卷：圓與正多邊形。本卷討論了已知圓的某些内接和外切正多邊形的尺規作圖問题。

- 第五卷：比例。本卷對歐多克索斯的比例理論進行闡述，

- 第六卷：相似。本卷闡述了比例的屬性，以及相似形的概念，包括了泰勒斯定理。

第七卷至第九卷主要闡述了數論。
- 第七卷：數論（一）。本卷内容包括整除性、質數、最大公約數、最小公倍數等初等數論内容。

- 第八卷：數論（二）。本卷繼續討論初等數論，包括歐几里得輾轉相除法、各種數的關係（如質數、合數、平方數、立方數等）。

- 第九卷：數論（三）。本卷設計了比例、幾何級數，給出了許多重要的初等數論定理。

第十卷討論了無理數。
- 第十卷：無理數。本卷定義了無理量（即不可公約量），並蘊含了極限思想（如窮竭法）。本卷篇幅最大，也較不易理解。

第11卷至第13卷主要討論立體幾何。
- 第11卷：立體幾何。本卷論述立體幾何；將第一卷至第六卷的主要内容推廣至立體，如平行、垂直以及立體圖形的體積。

- 第12卷：立體的測量。本卷重在討論立體圖形的體積，例如棱柱、棱錐、圓柱、圓錐以至球體的體積。

- 第13卷：建正多面體。本卷重點研究正多面體的作圖。包含了五種正多面體的作圖，並證明了不存在更多的正多面體。

## 歷史

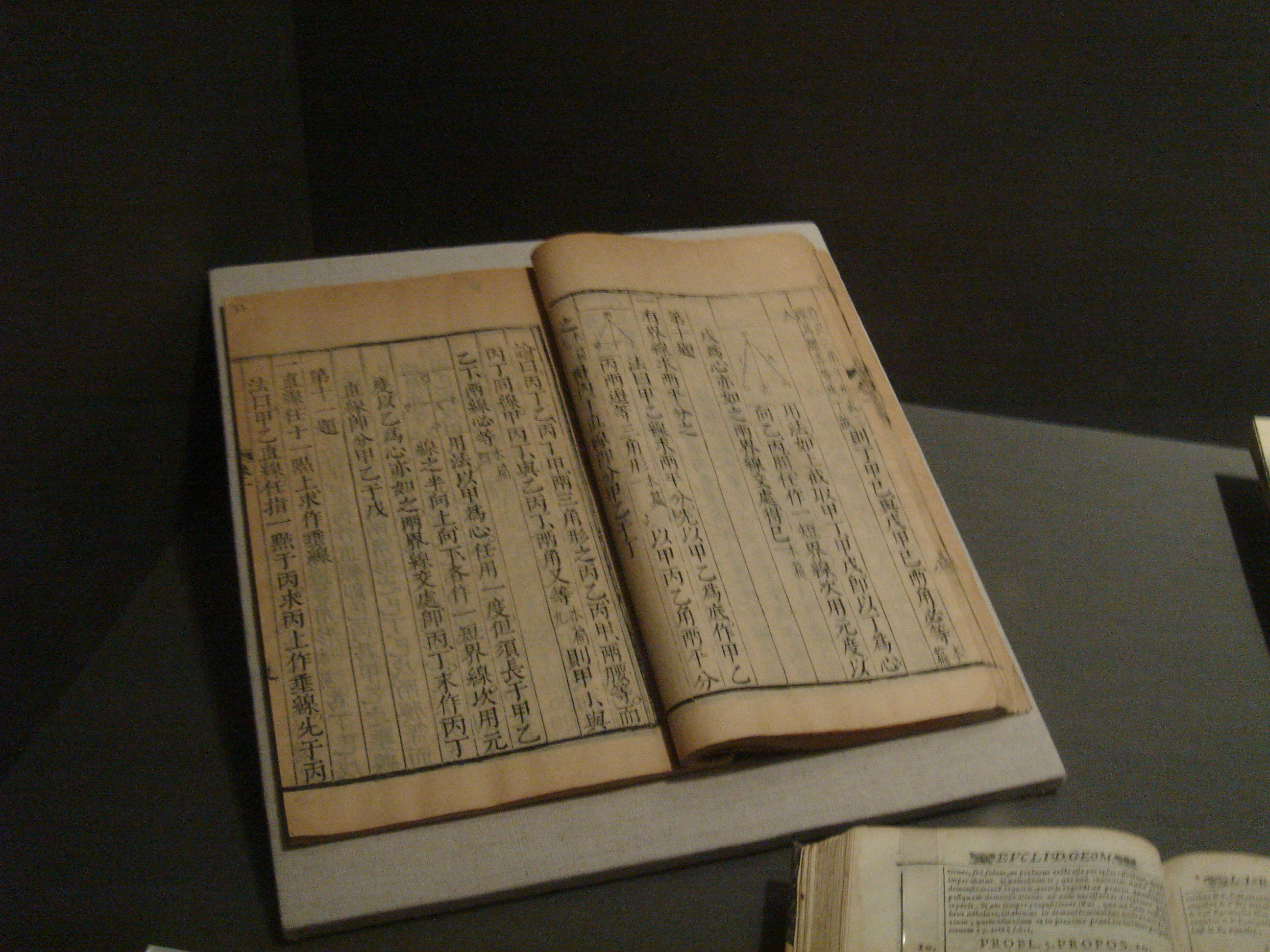
《幾何原本》北京印刷書，藏於羅馬中央國立圖書館

幾何原本被很多學者認為是歐几里得把很多前人所證明的原理以及自己的一些原創證明彙集在一起的著作，古希臘的一名歷史學家普羅克洛就這樣認為。
歐几里得約於西元前300年寫成《幾何原本》。
它翻譯成阿拉伯文，然後再二手翻譯成拉丁文。最先的印製本出現於1482年。希臘語版本仍然存在於各地，如梵蒂岡教廷圖書館或牛津大學的博德利圖書館。遺憾的是這些現存手抄本品質參差而不完整。
中國最早的譯本是1607年意大利傳教士利瑪竇和中國學者徐光啟根據德國神父克里斯托弗·克拉维烏斯校訂增補的拉丁文本《歐几里得原本》（15卷）合譯的，定名為《幾何原本》，幾何的中文名稱就是由此而得来的。他們只翻譯了前6卷，後9卷由英國人偉烈亞力和中國科學家李善蘭在1857年譯出。
元朝波斯人札馬魯丁在秘書監時，引進波斯文和阿拉伯文的各種數學與科學書籍，包括歐几里得《幾何原本》，命名為《四擘算法段數》。但它大概並未翻譯成中文，也沒有引起學者注意。

### 引用
1. ↑  Kircheri, Athanasii. . apud Jacobum à Meurs. 1667: p.164.
2. ↑  Boyer, Carl Benjamin. . . 1991: 119 （美国英语）. The Elements of Euclid not only was the earliest major Greek mathematical work to come down to us, but also the most influential textbook of all times. [...]The first printed versions of the Elements appeared at Venice in 1482, one of the very earliest of mathematical books to be set in type; it has been estimated that since then at least a thousand editions have been published. Perhaps no book other than the Bible can boast so many editions, and certainly no mathematical work has had an influence comparable with that of Euclid's Elements.
3. ↑  歐几里得. 燕曉東 , 编. . 北京: 人民日報出版社. 2005年5月. ISBN 7-80208-294-3.

### 來源
書籍
- 《續修四庫全書》. 1300年, 子部·西學譯著類 [專著]   / 顧廷龍 主編 ; 《續修四庫全書》編纂委員會 編. -- . -- [影印本]. -- . -- 上海 : 上海古籍出版社, 2002. -- 866页 : 圖 ; 26cm.

## 外部鏈接
- Euclid's Elements（页面存档备份，存于）（《原本》的在線英文版@美國克拉克大學）
- The First Six Books of the Elements - 古腾堡计划
- 陳方正：〈《幾何原本》在不同文明之翻譯及命運初探（页面存档备份，存于）〉。